# Godoberi
Le godoberi (en godoberi: ridu) est une langue caucasienne du groupe avaro-andi de la famille des langues nakho-daghestaniennes.

Le godoberi, parlée par environ 2 000 personnes dans le rayon de Botlikh, au Daghestan, n'est pas une langue écrite. Les Godoberis utilisent le russe et l'avar.